# Феоктист (архиепископ Тверской)
Архиепископ Феоктист (около 1540—1609) — епископ Русской православной церкви, архиепископ Тверской и Кашинский.
Канонизирован на Архиерейском соборе 2000 года в лике священномучеников.

## Биография
Ничего не известно о детстве и юности святителя Феоктиста. Родился он, вероятно, около 1540 года.
До посвящения в архиепископы был, неизвестно с какого времени, игуменом Болдина Троицкого дорогобужского монастыря. В период игуменства Феоктиста в Болдине монастыре велось большое строительство. Под руководством лучшего зодчего Московского государства того времени — Фёдора Савельевича Коня — строились Троицкий собор с приделом прп. Сергия Радонежского, трапезная с церковью Введения, колокольня — все каменные.
В 1598 году как игумен этого монастыря принимал участие в действиях Земского собора, избравшего в феврале на царство Бориса Годунова, затем в течение весны и лета остававшегося при новом царе и окончившего свою деятельность 1 августа подписанием избирательной грамоты. Во время пребывания на соборе ему были вручены одним иеромонахом записки о жизни преп. Нила Столбенского, по которым после в Болдином монастыре было составлено житие этого святого.
Время поставления его в архиепископы точно не известно. В сохранившейся приходной книге Болдина монастыря за 1603—1604 годы имеются записи о поступлении от него, как игумена, разных сумм (личных пожертвований и выручек от служения молебнов) с января по 13 июня 1603 год. Далее, его имя встречается ещё раз под 12 февраля 1604 года уже в такой записи: «прислал преосвященный Феоктист тверской на стол два рубли…» Под 14 ноября 1603 г. сделана первая отметка о поступлении денег от только что прибывшего из Москвы нового игумена Корнилия. Из сопоставления этих записей можно заключать, что Феоктист в июне 1603 года был вызван в Москву и посвящён в архиепископа тверского до ноября месяца того же года, что всего вероятнее, или несколько позже, но не позднее начала февраля 1604 года.
В царствование Лжедимитрия I Феоктист был занесён в составленную в июне 1605 года поименную роспись чинов задуманного новым правительством сената, в котором в составе «духовной рады» должен был занимать шестое место. 1 июня 1606 года он принимал участие в церковных службах при венчании на царство Василия Шуйского и во время самой церемонии венчания вносил в собор и подавал совершавшему венчание митрополиту сначала царский венец, затем скипетр и державу.
В том же году он был в Твери и выступал там на защиту власти нового царя. Когда Ржев, Старица, Зубцов и другие города тверской области присягнули Лжедимитрию II и уже в тверском уезде началось мятежническое движение, Феоктист, «положа упование на Бога, призвал к себе весь освященный собор, и приказных государевых людей, и своего архиепископля двора детей боярских, и града Твери всех православных христиан, и укрепися все единомысленно, поборая за святыя Божия церкви и за православную веру и за государево крестное целование стояти без всякого сумнения и страха; и тех злых врагов и грабителей и разорителей под градом Тверью много злой проклятый их скоп побили, и живых многих злых разбойников и еретиков, поймав, к Москве привели». Следствием этого было возвращение отложившихся городов тверского края под власть царя Василия.
В июне 1607 года Феоктист приезжал из Москвы в Старицу для погребения патриарха Иова, за что получил принадлежавшую покойному шубу кунью под камкою двоеличной полушелковую.
Весной 1608 года он был захвачен в Твери отрядом тушинцев и отвёден в тушинский лагерь, где его то подвергали бесчестию и мукам, то разными «соблазнами» старались склонить «к своей прелести». По-видимому, в 1609 году он бежал из лагеря «к царствующему граду», но был настигнут в пути и убит. Тело его, обезображенное оружием и зверями, было взято правоверными «ратным обычаем».